# Tumba de los Profetas

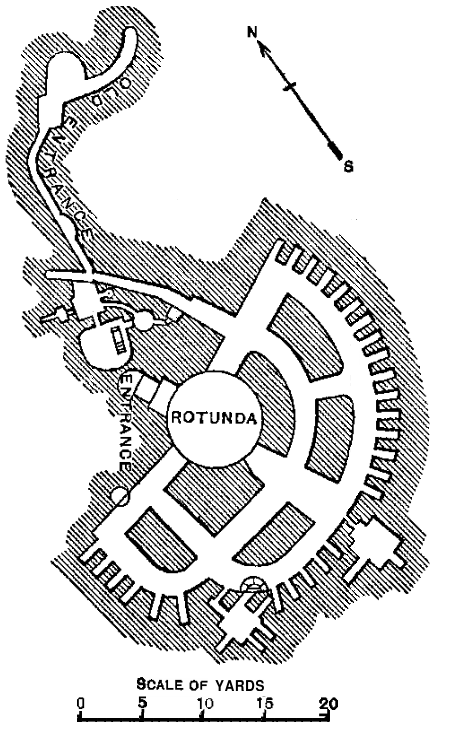
Plan de la tumba.

La tumba de los profetas es un lugar en Jerusalén que se considera, según las tradiciones medievales judías y cristianas, como el lugar de entierro de tres profetas del antiguo testamento: Hageo, Malaquías y Zacarías.
Los visitantes descienden a la tumba, que ahora es custodiada por la Iglesia Ortodoxa Rusa. La catacumba es semicircular y contiene cincuenta tumbas vacías excavadas en la roca conectadas entre sí mediante pasillos. Los habitantes de Cementerio judío del Monte de los Olivos, Jerusalén utilizaron este lugar de enterramiento durante mil años, desde el 500 a. C. hasta el 500 d. C. En algunas de las tumbas es posible ver incluso inscripciones en griego y en hebreo. 
En las paredes de ambos lados de la entrada hay dos orificios de aspecto extraño con un hueco excavado en la roca que viene de un lugar donde hubo una tubería de agua; esto resulta desconcertante para los arqueólogos, que desconocen el destino que se podría haber dado a este lugar antes de convertirse en cementerio. 

## Coordenadas
31°46′36″N 35°14′35″E / 31.776599, 35.243191